# 무르만스크주
무르만스크주는 러시아의 연방주체 (주)이다. 북서부에 위치하며 총 토지 면적은 144,900 제곱킬로미터 (55,900 mi2)이다. 유일한 내부 국경은 남쪽의 카렐리야 공화국이며, 서쪽으로는 핀란드, 북서쪽으로는 노르웨이와 국경을 접하고 있으며 북쪽으로는 바렌츠해, 남쪽과 동쪽으로는 백해가 있다. 행정중심은 도시인 무르만스크다. 2010년 인구 조사에 따르면 인구는 795,409명이었다. 그러나 2021년 인구 조사에서 이것은 667,744명으로 감소했다.

## 지리

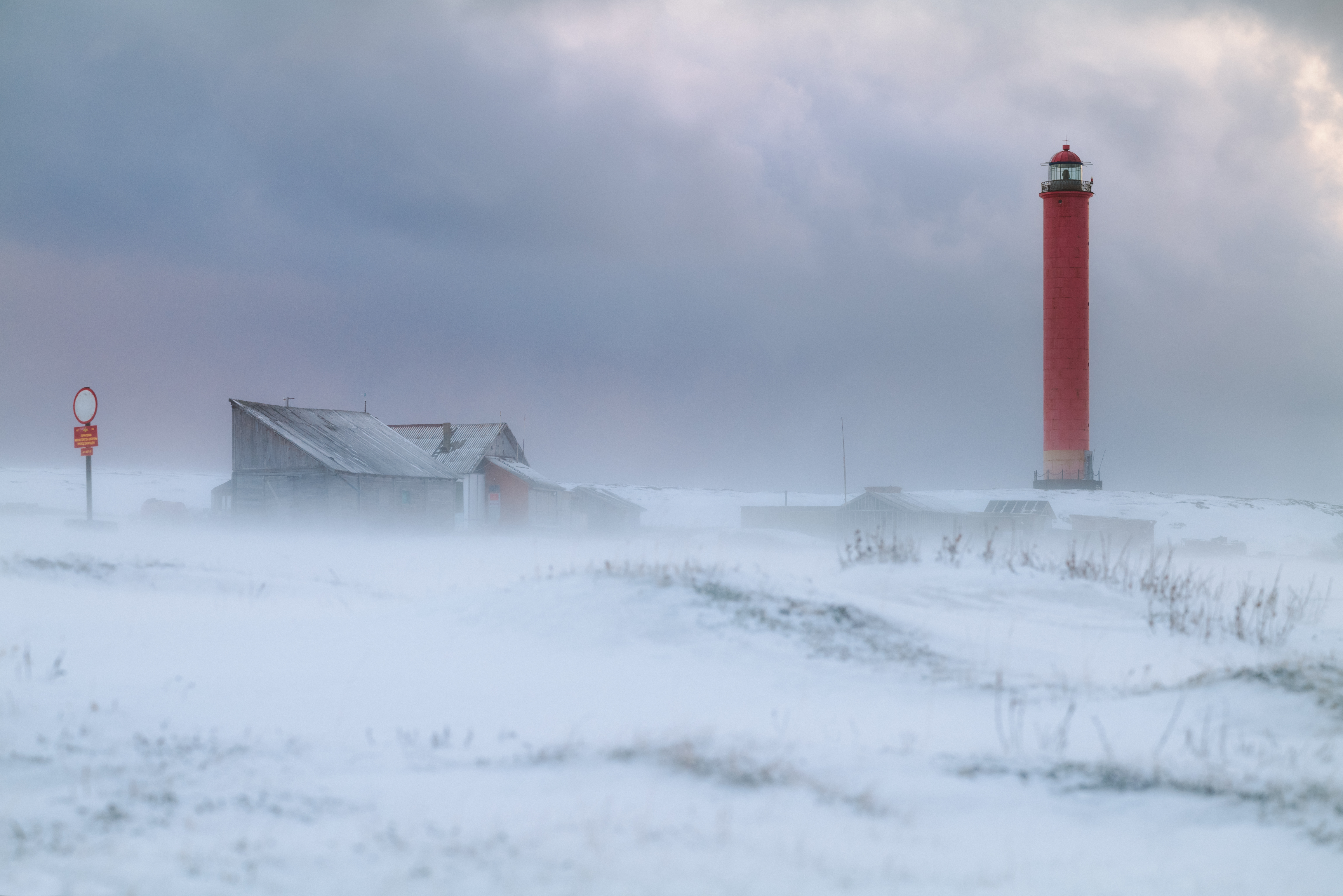
무르만스크주의 바이다굽스키 등대

지리적으로 무르만스크주는 주로 북극권의 거의 완전히 북쪽에 있는 콜라반도에 위치한다. 그리고 4개국에 걸쳐 있는 더 큰 사프미 (라플란드) 지역의 일부이다. 주는 남쪽의 러시아의 카렐리야 공화국, 서쪽의 핀란드의 라플란드 지역, 북서쪽의 노르웨이의 핀마르크주와 경계를 이루며 북쪽의 바렌츠해와 남쪽과 동쪽의 백해로 경계를 이룬다. 러시아의 아르한겔스크주는 백해 건너편에 있다.
이 주의 지형 대부분은 구릉지이며, 히비니과 로보제로 산맥은 해수면에서 1,200 미터 (3,900 ft) 높이까지 솟아 있으며 서쪽에서 동쪽으로 뻗어 있다. 무르만스크 주의 가장 높은 지점은 히비니의 평평한 정상을 가진 봉우리인 유디흐붐초르이다. 주 북부는 대부분 툰드라로 덮여 있고, 남쪽은 삼림 툰드라가 우세하고, 남부 지역은 타이가 지대에 있다. 주에는 100,000개가 넘는 호수와 18,000개의 강이 있다. 해안에는 리바치반도와 스비야토이 노스곶 반도가 있다.
기후는 한 쪽에는 걸프 스트림이 있고 다른 쪽에는 북극 한랭 전선이 있어 혹독하고 불안정하다. 급격한 기온 변화, 강풍, 풍부한 강수량이 일년 내내 흔하며, 난방 시즌은 10개월 동안 계속된다. 그러나 남쪽의 무르만해의 바닷물은 겨울에도 얼음이 없을 정도로 따뜻하다.
또한 이 주에 속한 섬이 많이 있는데, 주요 섬은 (서쪽에서 동쪽으로) 아이노비섬, 볼쇼이올레니섬, 킬딘섬 말리올레니섬, 하를로프섬, 베스크냐크섬, 리츠키예섬이다. 노쿠예프섬, 비테섬, 룸보프스키섬, 고리아노프섬 및 소스노베츠섬.

### 호수
- 유르키아미야야르비 호수

### 시간대
모스크바 시간 (MSK/MSD)에 놓여 있다. UTC와의 시차는 +0300 (MSK)/+0400 (MSD)이다.

## 기후
| 무르만스크의 기후        | 무르만스크의 기후 | 무르만스크의 기후 | 무르만스크의 기후 | 무르만스크의 기후 | 무르만스크의 기후 | 무르만스크의 기후 | 무르만스크의 기후 | 무르만스크의 기후 | 무르만스크의 기후 | 무르만스크의 기후 | 무르만스크의 기후 | 무르만스크의 기후 | 무르만스크의 기후 |
| 월                       | 1월               | 2월               | 3월               | 4월               | 5월               | 6월               | 7월               | 8월               | 9월               | 10월              | 11월              | 12월              | 연간              |
| ------------------------ | ----------------- | ----------------- | ----------------- | ----------------- | ----------------- | ----------------- | ----------------- | ----------------- | ----------------- | ----------------- | ----------------- | ----------------- | ----------------- |
| 역대 최고 기온 °C (°F)   | 7.0 (44.6)        | 6.6 (43.9)        | 9.0 (48.2)        | 17.6 (63.7)       | 29.4 (84.9)       | 30.8 (87.4)       | 32.9 (91.2)       | 30.2 (86.4)       | 24.2 (75.6)       | 15.0 (59.0)       | 9.6 (49.3)        | 7.2 (45.0)        | 32.9 (91.2)       |
| 일평균 최고 기온 °C (°F) | −7 (19)           | −6.7 (19.9)       | −2.4 (27.7)       | 2.6 (36.7)        | 7.6 (45.7)        | 13.6 (56.5)       | 17.3 (63.1)       | 14.9 (58.8)       | 10.0 (50.0)       | 3.6 (38.5)        | −2.4 (27.7)       | −5.3 (22.5)       | 3.8 (38.8)        |
| 일일 평균 기온 °C (°F)   | −10.1 (13.8)      | −9.7 (14.5)       | −5.5 (22.1)       | −0.7 (30.7)       | 4.0 (39.2)        | 9.2 (48.6)        | 12.8 (55.0)       | 11.1 (52.0)       | 7.0 (44.6)        | 1.5 (34.7)        | −4.8 (23.4)       | −8.2 (17.2)       | 0.6 (33.1)        |
| 일평균 최저 기온 °C (°F) | −13.2 (8.2)       | −12.8 (9.0)       | −8.6 (16.5)       | −3.8 (25.2)       | 1.1 (34.0)        | 5.7 (42.3)        | 9.2 (48.6)        | 8.0 (46.4)        | 4.5 (40.1)        | −0.4 (31.3)       | −7.1 (19.2)       | −11.2 (11.8)      | −2.4 (27.7)       |
| 역대 최저 기온 °C (°F)   | −39.4 (−38.9)     | −38.6 (−37.5)     | −32.6 (−26.7)     | −21.7 (−7.1)      | −10.4 (13.3)      | −2.5 (27.5)       | 1.7 (35.1)        | −2 (28)           | −5.4 (22.3)       | −21.2 (−6.2)      | −30.5 (−22.9)     | −35 (−31)         | −39.4 (−38.9)     |
| 평균 강수량 mm (인치)    | 30 (1.2)          | 22 (0.9)          | 23 (0.9)          | 24 (0.9)          | 36 (1.4)          | 53 (2.1)          | 70 (2.8)          | 61 (2.4)          | 52 (2.0)          | 51 (2.0)          | 38 (1.5)          | 34 (1.3)          | 494 (19.4)        |
| 출처: Roshydromet        |                   |                   |                   |                   |                   |                   |                   |                   |                   |                   |                   |                   |                   |

## 인구
인구: 667,744. (2021년 인구 조사); 795,409 (2010년 인구 조사); 892,534 (2002년 인구 조사); 1,146,757 (1989년 인구 조사).
이 지역의 토착민인 사미인은 오늘날 소수 민족에 불과하다. 2002년 인구 조사에 따르면, 이 주 인구의 92.2%가 도시 지역에 거주한다. 가장 인구가 많은 도시는 무르만스크주의 행정중심인 무르만스크로 2021년 인구는 270,000명이다. 다른 대도시와 마을로는 세베로모르스크, 아파티티, 칸달락샤, 몬체고르스크, 키롭스크가 있다.

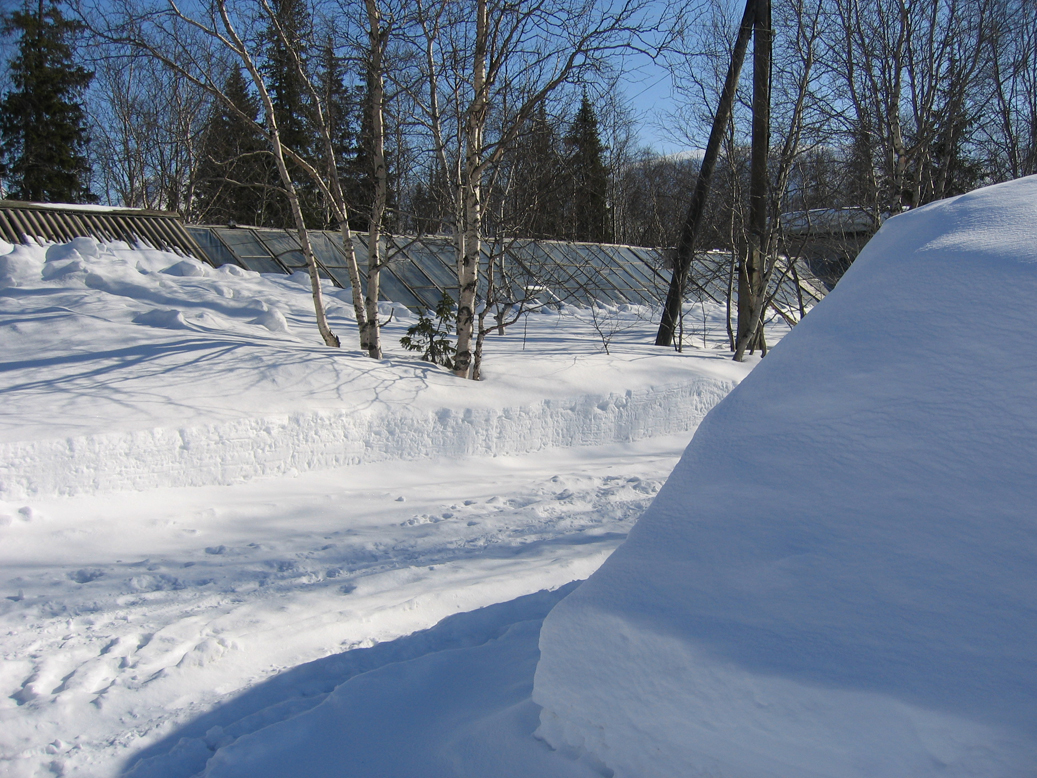
키롭스크에 있는 폴라 알파인 식물원(폴라 알파인 식물원 연구소)

2010년 인구 조사에 따르면, 주의 민족 구성은 다음과 같았다.
- 러시아인: 89%
- 우크라이나인: 4.8%
- 벨라루스인: 1.7%
- 타타르인: 0.8%
- 핀란드인: 0.5%
- 카렐인: 0.2%
- 노르웨이인: 0.2%
- 코미인: 0.2%
- 사미인: 0.2%
- 기타: 2.4%
- 73,484명이 행정 데이터베이스에서 등록되었고, 민족을 선언할 수 없었다. 이 그룹의 민족 비율은 선언된 그룹의 민족 비율과 같을 것으로 추정돤다.[25]

2024년 중요 통계:
- 출생: 5,108명 (7.8 당 1000명)
- 사망: 8,068명 (12.3 당 1000명)

합계출산율 (2024년):

여성 1인당 1.38명의 어린이
기대수명 (2021년): 

합계 - 68.29년 (남성 - 63.72세, 여성 - 72.85세)
2009년에 도시 지역은 자연적 인구 감소(연간 -0.16%)를 보였고, 농촌 지역은 자연적 인구 증가(연간 +0.35%)를 보였다.

## 행정 구역

### 군
- 콜스키군
- 코브도르스키군
- 로보제르스키군
- 페쳉그스키군
- 테르스키군

### 도시
- 오스트로브노이
- 폴랴르니
- 세베로모르스크
- 스칼리스티
- 스네즈노고르스크
- 비댜예보
- 자오조르스크

## 같이 보기
- 콜라반도